# Cantone di Châtenay-Malabry
Il Cantone di Châtenay-Malabry è una divisione amministrativa dell'Arrondissement di Antony.
A seguito della riforma approvata con decreto del 26 febbraio 2014, che ha avuto attuazione dopo le elezioni dipartimentali del 2015, è passato da 1 a 3 comuni.

## Composizione
Il comune facente parte del cantone prima della riforma del 2014 era Châtenay-Malabry.
Dal 2015 i comuni appartenenti al cantone sono i seguenti 3:
- Châtenay-Malabry
- Le Plessis-Robinson
- Sceaux